# Paradelphomyia (Oxyrhiza) latissima
Paradelphomyia (Oxyrhiza) latissima is een tweevleugelige uit de familie steltmuggen (Limoniidae). De soort komt voor in het Palearctisch gebied.